# Acontia malgassica
Acontia malgassica là một loài bướm đêm trong họ Noctuidae.